# Marionetten (Roman)
Marionetten (Originaltitel: A Most Wanted Man) ist ein Spionageroman des englischen Schriftstellers John le Carré. Die deutschsprachige Übersetzung von Sabine Roth und Regina Rawlinson erschien wie die Originalausgabe 2008. Der Roman spielt in Hamburg nach den Terroranschlägen vom 11. September 2001 und zeigt, wie ein junger Muslim ins Visier der Terrorfahndung gerät und zu einem Spielball geheimdienstlicher Intrigen wird. Im Jahr 2014 kam die Verfilmung A Most Wanted Man von Anton Corbijn in die Kinos.

## Inhalt
Nach Gefängnisaufenthalten in Russland und der Türkei, wo man ihn – nach seinen Angaben zu Unrecht – terroristischer Aktivitäten mit islamistischem Hintergrund bezichtigte und folterte, flieht der junge Muslim Issa Karpow mit der Unterstützung von Menschenschmugglern über Schweden und Dänemark nach Deutschland. Die Geschichte, die er der Anwältin Annabel Richter von der Hamburger Flüchtlingshilfeorganisation Fluchthafen auftischt, klingt abenteuerlich: Sein Vater sei der berüchtigte sowjetische Oberst Grigorij Borisowitsch Karpow gewesen, der in Tschetschenien gewütet und seine Mutter vergewaltigt habe, ehe er sich in sie verliebte und das gemeinsame Kind Iwan, das sich selbst Issa nannte, zu seinem Alleinerben machte. Aus seiner Spionagetätigkeit für den britischen Geheimdienst besaß Karpow Schwarzgeldkonten in Millionenhöhe bei der in Hamburg residierenden Privatbank Brue Frères AG. Mit ebenjenem Geld möchte Issa sich nun eine sichere Zukunft für sein geplantes Medizinstudium aufbauen.
Annabel Richter ist von dem jungen Muslim und seiner scheinbaren Naivität im Umgang mit der westlichen Welt gerührt. Sie spricht bei dem schottischen Bankier Tommy Brue vor, bei dem die Erwähnung der so genannten „Lipizzanerkonten“ ungute Erinnerungen wachruft. Sie sind der einzige schwarze Fleck in der ehrenhaften Bankierskarriere seines Vaters Amadeus Edward Brue, doch gerade sie haben diesem den Order of the British Empire eingebracht. Tommy, der inzwischen alternde Inhaber einer kränkelnden Bank, dem in seinem Leben vor allem menschliche Zuwendung fehlt, fühlt sich von der so forschen wie hübschen Anwältin bestrickt und streckt 50.000 Euro aus seiner Privatkasse vor, um Issas Zukunft zu sichern.
Doch der junge Tschetschene ist längst ins Visier internationaler Geheimdienste geraten. Sowohl der britische als auch der amerikanische Geheimdienst haben Kontaktmänner vor Ort in Hamburg. Günther Bachmann, der eigenwillige Leiter der Spezialeinheit Hintergrund des Hamburger Landesamtes für Verfassungsschutz und seine Partnerin Erna Frey wollen Issa als Lockvogel anwerben, um sich an Dr. Abdullah – Codename: Meilenstein – heranzupirschen. Der islamische Gelehrte sitzt nicht nur im Vorstand zahlreicher muslimischer Hilfsorganisationen, er steht auch im Verdacht, Spendengelder für die Finanzierung islamistischer Terrorgruppen abzuzweigen, ein Mann, der wie es heißt zu fünfundneunzig Prozent Gutes tut und zu fünf Prozent den blutigen Kampf unterstützt. Bachmann sichert Richter Straffreiheit und die deutsche Staatsangehörigkeit für Issa zu, falls dieser den Kontakt zu Abdullah ebnet. Gegen ihre Überzeugungen lässt sich die Anwältin auf das Spiel der Geheimdienste ein und hintergeht ihren Klienten im Glauben, so das Beste für ihn zu erreichen.
Tommy Brue muss den Mittelsmann beim Kontakt mit Dr. Abdullah mimen, dem der gutgläubige Issa das blutige Geld seines Vaters überschreiben möchte, um in seiner tschetschenischen Heimat Hilfsorganisationen zu unterstützen. Der muslimische Gelehrte zeigt sich misstrauisch, kann eine Spende von zwölf Millionen jedoch nicht ausschlagen. Sein überwachter Telefonverkehr erhärtet in der Folge den Verdacht gegen ihn. Getarnt als Taxifahrer plant Bachmann einen Zugriff auf Dr. Abdullah, doch im letzten Moment wird seine Operation von höhergeordneter Stelle kommentarlos abgesagt. Nur Minuten später prescht ein Lieferwagen in die Zusammenkunft, aus dem Vermummte springen, die Dr. Abdullah und Issa Karpow mit Waffengewalt entführen. Es waren die Amerikaner, die mit ihren Methoden den deutschen Ermittlern das Heft aus der Hand genommen haben und die Verdächtigen ohne rechtsstaatlichen Prozess in ihren Lagern verschwinden lassen. Auch an Issa Karpows Schuld zweifelt nun niemand mehr, scheint durch Bachmanns fingierte Aktion doch bewiesen, dass er den Terrorismus unterstützen wollte. Fassungslos zurück bleiben Annabel Richter und Tommy Brue, die in diesem Spiel der Geheimdienste nur Marionetten gewesen sind.

## Hintergrund
Die beiden Hauptfiguren des Romans gehen auf reale Vorbilder zurück. 1992 lernte le Carré bei Recherchen zum Roman Unser Spiel in Moskau einen 21-jährigen Tschetschenen kennen, der wie die Romanfigur Sohn eines Obersts der russischen Besatzungsarmee und einer vergewaltigten Tschetschenin war und der aus Opposition zu seinem Vater zum Islam konvertierte. Auch seinen Vornamen übernahm le Carré im Roman: Issa, das tschetschenische Wort für Jesus. Tommy Brue geht hingegen auf einen trinkfreudigen schottischen Bankier zurück, den le Carré vor 40 Jahren in Wien kennengelernt hatte, wo dieser ihn für ein Nummernkonto werben wollte.
Als dritte Hauptfigur benannte der Autor die Stadt Hamburg, in der er selbst einige Zeit im Dienst des britischen Geheimdienstes verbracht hatte, nachdem er als Autor von Der Spion, der aus der Kälte kam enttarnt worden war. Während der Anschläge aufs World Trade Center am 11. September 2001 hielt er sich zufällig in der Stadt auf, in der die Attentäter der Hamburger Terrorzelle um Mohammed Atta gelebt hatten. Auch eine Hamburger Organisation, die kirchliche Hilfestelle für Flüchtlinge fluchtpunkt, findet sich im Roman unter dem abgewandelten Namen Fluchthafen wieder.
Ein weiterer wichtiger Einfluss auf den Roman war eine Begegnung mit dem in Guantanamo inhaftierten Murat Kurnaz, der im Autor die Erinnerung an die Issa-Figur neu erweckte. Le Carré traf Kurnaz zweimal jeweils einen ganzen Tag in Bremen und England. Am Ende hatte sich in ihm die Gewissheit verfestigt, dass Kurnaz unschuldig inhaftiert worden war. An den westlichen Geheimdiensten kritisiert le Carré, dass sie vor dem 11. September 2001 in einer „technologischen Blase“ der digitalen Überwachung lebten, die sie von Informationen über die Terroristen abschnitten. Der „Krieg gegen den Terror“ kann aus seiner Sicht aber nur durch Verständigung, nicht durch Gewalt gewonnen werden.

## Kritiken
Hendrik Werner erinnert in der Welt daran, dass „der Dramatiker Friedrich Dürrenmatt […] in seinen theoretischen Schriften die Groteske als die einzige Textform benannt [hat], die einer komplexen, undurchschaubar gewordenen Wirklichkeit gerecht werden könne.“ Laut Werner folge le Carré Dürrenmatt „in seinem angestammten Genre, wenn er in der Metapher einer (verdrehten) Marionette eine monströs verästelte politische Realität abbildet, die für die meisten Menschen ähnlich schwer zu verstehen sein dürfte wie die Gesetze des Marktes und die Aporien der Finanzkrise.“ Le Carré begebe sich mit seinem Roman auf der anderen Seite „direkt in das Furchtzentrum der westlichen Welt: der Furcht vor islamischem Terror – und einer an Paranoia grenzenden Kultur des Verdachts, die grausame Blüten treibt“.
In diesem Zusammenhang und weniger in seinen Figuren [so eindrucksvolle Charaktere wie in früheren Romanen George Smiley oder Magnus Pym suche man vergeblich] sah Publishers Weekly die besondere Stärke des Romans: „The book works best in its depiction of the rivalries besetting even post-9/11 intelligence agencies that should be allies […]“.
Ijoma Mangold schreibt in der Süddeutschen Zeitung, Marionetten „führt meisterhaft vor, wie sich um ein Schlagwort – Dschihadismus – eine ganze Sicherheitsbürokratie bildet“.
Günther Grosser sieht in der Berliner Zeitung, dass „le Carré nun nach einigen etwas schwächeren Romanen wieder zu alter Stärke zurückgefunden hat“.
Thomas Wörtche hingegen hält den Roman in seiner Besprechung für Deutschlandradio Kultur für le Carrés „vermutlich langweiligsten, zahnlosesten und ausrechenbarsten Roman der letzten 15 Jahre“.
Peter Körte findet in der Frankfurter Allgemeinen Sonntagszeitung: „In all seiner Undurchsichtigkeit ist das sehr transparent konstruiert. Nur der Ton, in dem le Carré erzählt, ist sehr behäbig […] Dass man das Buch dennoch nicht eher weglegt, als bis auch die letzte Verästelung aufgespürt ist, versteht sich bei einem Mann wie le Carré von selbst.“
Jochen Vogt hält Marionetten im Tagesspiegel nicht für einen „Schlüsselroman, sondern eine Erzählung, die souverän den ‚Krieg gegen den Terror‘ und seine Aktualität, typische Versatzstücke des Politthrillers und moralische Grundfragen ausbalanciert,“ schließlich für einen „herausragenden Roman.“
In die tageszeitung verreißt Jörg Sundermeier das Buch als „ein[en] schnell gestrickte[n] Roman, der noch nicht einmal wirklich spannend ist,“ und bemängelt die „Gut-Böse-Dichotomie, die heutzutage völlig sinnlos ist.“
Tobias Gohlis sieht auf arte.tv Issa als „eine der anrührendsten unschuldigsten Figuren, die John le Carré geschaffen hat, ein Seelenbruder seines letzten Helden, des halb kenianischen, halb britischen Dolmetschers Bruno Salvador aus Geheime Melodie, ein Zerrspiegel-Bild des Autors als junger Mann,“ und hält Marionetten für „le Carré vom Allerfeinsten: eine Clownerie und ein Traktat (davon, dass auch der beste nicht unschuldig bleiben kann), eine Liebesgeschichte und ein Spionagekomplott, ein Märchen und eine Anklageschrift. Angeklagt, wie immer in den letzten Romanen, der blinde, selbstherrliche Imperialismus der USA. Ein großes, komisches, trauriges Buch über schwache, aufrechte, ohnmächtige Menschen.“

## Adaptionen
Im Jahr 2014 verfilmte Anton Corbijn den Roman unter seinem Originaltitel A Most Wanted Man. In den Hauptrollen spielten Philip Seymour Hoffman, Rachel McAdams, Willem Dafoe, Daniel Brühl, Nina Hoss und Grigoriy Dobrygin. Der Soundtrack stammte von Herbert Grönemeyer.
Im Jahr 2008 las Herbert Knaup eine gekürzte Fassung des Romans für den Verlag Hörbuch Hamburg ein. 

## Ausgaben
- John le Carré: A Most Wanted Man. Hodder & Stoughton, London 2008, ISBN 978-1-416-59488-8.
- John le Carré: Marionetten. Aus dem Englischen von Sabine Roth und Regina Rawlinson. Ullstein, Berlin 2008, ISBN 978-3-550-08756-1.